# Tko želi biti milijunaš?
Tko želi biti milijunaš? (eng. Who Wants to Be a Millionaire?) televizijski je kviz podrijetlom iz Ujedinjenog Kraljevstva. U Hrvatskoj se prikazivao od ožujka 2002. do siječnja 2008. i od rujna 2009. do lipnja 2010. te se emitirao dva puta tjedno. Kviz se 19. rujna 2019. vratio na male ekrane. 

## Pravila
Na natjecanje izvorno je dolazilo 10 natjecatelja (u suvremenijoj inačici Milijunaša broj je smanjen na 6) koji u igri najbrži prst trebaju u što kraćem roku posložiti točan redoslijed zadanih pojmova. Najbrži natjecatelj sjeda u vruću stolicu pred voditelja kviza i zadatak mu je odgovoriti na 15 pitanja, od kojih svako nosi određen novac. Na petom i desetom pitanju novac je zagarantiran tzv. pragovima. Na svako pitanje ponuđena su četiri odgovora. Nakon što se otvori novo pitanje, natjecatelj može odustati u bilo kojem trenutku. U istom pitanju može se koristiti više džokera.
- Pola-pola (engleski: 50/50), 2002. – 2010., 2019. – danas

Natjecatelju se od 4 ponuđena odgovora eliminiraju dva nasumice izabrana odgovora. Ostaje točan i netočan odgovor. 
- Zovi (engleski: Phone a Friend), 2002. – 2010., 2019. – danas

Natjecatelj zamoli voditelja kviza da se telefonski pozove jedna od tri osoba koju je predvidio kao pomoć za određeno područje. Ta se osoba tada poziva i vremenski je određeno 30 sekundi unutar kojih natjecatelj mora pročitati pitanje i odgovore, te saslušati ponuđenu telefonsku pomoć. U Hrvatskoj je 2003. uvedeno pravilo da jedna osoba ne može biti džoker zovi više od tri puta u sezoni. Od 2019. vrijeme za poziv je skraćeno sa 30 na 25 sekundi.
- Pitaj publiku (engleski: Ask the Audience), 2002. – 2010., 2019. – 2020., 2022. – danas

Publika putem svojih tipkovnica odgovara na zadano pitanje i radi se statistika kojom se natjecatelju prikaže koliki je postotak publike odgovorio za pojedini odgovor na to pitanje.
- Tri znalca (engleski: Three Wise Men), 2020. – 2022.

Natjecatelj prvo vidi koji od tri znalca zna odgovor, onda izabere jednog znalca za pomoć oko pitanja i sam znalac daje svoj odgovor i objašnjenje na postavljeno pitanje. Ovaj džoker je uveden 2020. kao zamjena za džoker "Pitaj publiku" pred kraj sezone tijekom trenutne koronavirus situacije. U Hrvatskoj inačici kviza znalci su Josip Buklijaš, Bruno Robert Kirinić i Ivan Jurić.

## Voditelj kviza
Voditelj kviza najčešće je muškarac, odjeven u odijelo s kravatom, podržava natjecatelja, i eventualno pojašnjava pitanje i sugerira na pomoć pojedinih džokera.

## Hrvatska inačica kviza
U hrvatskoj inačici kviza, pravila su jednaka izvornom engleskom kvizu. Voditelj kviza u hrvatskoj inačici je glumac Tarik Filipović.
U hrvatskoj inačici kviza pragovi su na 150 eura (ranije 1.000 kuna) i 5000 eura (ranije 32.000 kuna). Ukupno ima 15 pitanja, a posljednje 15. pitanje vrijedi 150.000 eura (ranije milijun kuna), što je cilj igre. 
Trajanje emisije u hrvatskoj inačici iznosi 50 minuta, a ako natjecatelj ne završi igru u toj emisiji, nastavlja igru u sljedećoj emisiji. Nakon toga se predstavlja deset (od 2019. šest) novih natjecatelja i igra najbrži prst.
Milijunsko pitanje otvarano je 15 puta do 2010. godine. Mira Bičanić 2003. godine jedina je osvojila milijun kuna u hrvatskoj inačici Milijunaša. Od ostalih četrnaest natjecatelja, jedanaest ih je osvojilo 500 tisuća kuna.
Tijekom prvih nekoliko godina kviza poznati kvizaš Mirko Miočić bio je 'joker zovi' za više od 50 natjecatelja. Zbog njega je uredništvo hrvatske inačice izmijenilo pravila, u kojima je od tada stajalo da se ista osoba može u ulozi 'jokera zovi' naći najviše tri puta u sezoni.

### Nagrada
Prvog siječnja 2023. godine Hrvatska je postala članicom eurozone. Tako i pitanja u ovom kvizu nose nove iznose u eurima.
| pitanje     | 2002. - 2022. | 2002. - 2022. | 2023. - danas | opis           |
| ----------- | ------------- | ------------- | ------------- | -------------- |
| pitanje     | Kuna          | Euro          | Euro          | opis           |
| 1. pitanje  | 100 kn        | 13,27 €       | 10 €          |                |
| 2. pitanje  | 200 kn        | 26,54 €       | 20 €          |                |
| 3. pitanje  | 300 kn        | 39,82 €       | 50 €          |                |
| 4. pitanje  | 500 kn        | 66,36 €       | 100 €         |                |
| 5. pitanje  | 1000 kn       | 132,72 €      | 150 €         | zajamčen iznos |
| 6. pitanje  | 2000 kn       | 265,45 €      | 300 €         |                |
| 7. pitanje  | 4000 kn       | 530,89 €      | 600 €         |                |
| 8. pitanje  | 8000 kn       | 1.061,78 €    | 1000 €        |                |
| 9. pitanje  | 16 000 kn     | 2.123,56 €    | 2500 €        |                |
| 10. pitanje | 32 000 kn     | 4.247,13 €    | 5000 €        | zajamčen iznos |
| 11. pitanje | 64 000 kn     | 8.494,26 €    | 10 000 €      |                |
| 12. pitanje | 125 000 kn    | 16.590,35 €   | 18 000 €      |                |
| 13. pitanje | 250 000 kn    | 33.180,70 €   | 34 000 €      |                |
| 14. pitanje | 500 000 kn    | 66.361,40 €   | 68 000 €      |                |
| 15. pitanje | 1.000.000 kn  | 132.722,81 €  | 150 000 €     | glavna nagrada |

### Prikazivanje u Hrvatskoj
| Sezona | Sezona | Epizode | Epizode | Originalno emitiranje | Originalno emitiranje |
| Sezona | Sezona | Epizode | Epizode | Premijera             | Finale                |
| ------ | ------ | ------- | ------- | --------------------- | --------------------- |
|        | 1.     | 29      | 29      | 24. ožujka 2002.      | 30. lipnja 2002.      |
|        | 2.     | 78      | 78      | 3. listopada 2002.    | 29. lipnja 2003.      |
|        | 3.     | 76      | 76      | 18. rujna 2003.       | 7. lipnja 2004.       |
|        | 4.     | 74      | 74      | 20. rujna 2004.       | 3. srpnja 2005.       |
|        | 5.     | 78      | 78      | 25. rujna 2005.       | 22. lipnja 2006.      |
|        | 6.     | 80      | 80      | 28. rujna 2006.       | 28. lipnja 2007.      |
|        | 7.     | 33      | 33      | 23. rujna 2007.       | 13. siječnja 2008.    |
|        | 8.     | 73      | 73      | 17. rujna 2009.       | 3. lipnja 2010.       |
|        | 9.     | 36      | 36      | 19. rujna 2019.       | 4. lipnja 2020.       |
|        | 10.    | 38      | 38      | 24. rujna 2020.       | 10. lipnja 2021.      |
|        | 11.    | 35      | 35      | 23. rujna 2021.       | 16. lipnja 2022.      |
|        | 12.    | 38      | 38      | 22. rujna 2022.       | 15. lipnja 2023.      |
|        | 13.    | 37      | 37      | 5. listopada 2023.    | 13. lipnja 2024.      |
|        | 14.    | 36      | 36      | 3. listopada 2024.    | 5. lipnja 2025.       |

## Zanimljivosti
Skandal iz britanskog "Milijunaša" s natjecateljem Charlesom Ingramom iz 2001. ekraniziran je u miniseriju od tri epizode pod nazivom "Quiz".